# بني خليفة (أولاد ازباير)
بني خليفة هو دُوَّار يقع بجماعة أولاد زباير، إقليم تازة، جهة فاس مكناس في المملكة المغربية. ينتمي الدوّار لمشيخة أولاد ازباير التي تضم 15 دوار. يقدر عدد سكانه بـ 206 نسمة حسب الإحصاء الرسمي للسكان والسكنى لسنة 2004.

## روابط خارجية
- البوابة الوطنية للجماعات الترابية نسخة محفوظة 12 مارس 2018 على موقع واي باك مشين.
- المندوبية السامية للتخطيط